# Herb gminy Pcim
Herb gminy Pcim – symbol gminy Pcim.

## Wygląd i symbolika
Herb przedstawia na tarczy w polu czerwonym srebrnego wspiętego lwa ze złotą koroną i szponami, skierowanego w prawo i trzymającego w przednich łapach srebrny tłok pieczętny. 